# 太平军二破江南大营

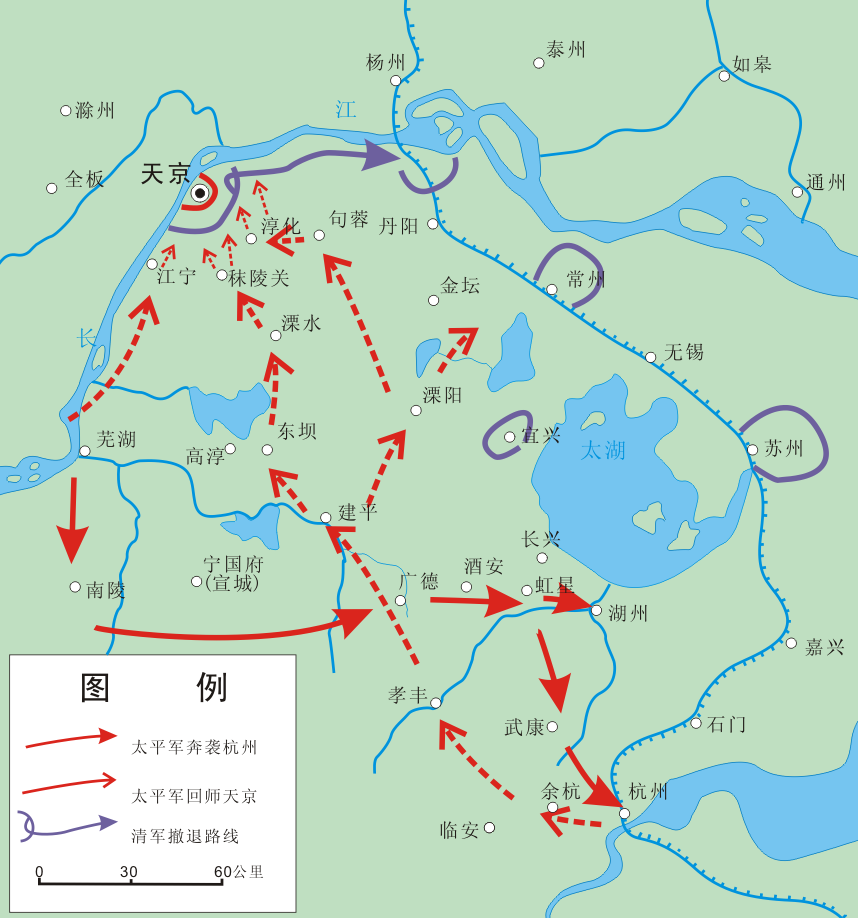
太平军二破江南大营作战示意图

太平军二破江南大营是1860年（清咸丰十年）2月至5月，太平军再次击破围困天京（今南京）的清军江南大营的战役。
1858年初，清廷钦差大臣和春、提督張國樑、署理提督周天受率兵围困天京，再次营建江南大营，并设大营于天京城东。1860年1月底至2月，清军连续攻占了天京城西北的下关、九湫洲，天京危在旦夕。咸丰十年二月，金陵迟迟未克。在此紧要关头，总理朝政的干王洪仁玕与忠王李秀成商议后决定采用“围魏救赵”的策略。

## 兵圍杭州
2月10日，李秀成率大军2万余人抵达南陵，再绕过宁国府（今宣州市），于24日攻占广德，留部分军队驻守后，率主力轻装奔袭杭州。侍王李世贤则率兵由虹星桥东攻湖州，掩护李秀成攻打杭州。3月中旬李秀成率精兵偷袭杭州未遂，转而采强攻，仍然未果。李秀成于是在清波门外挖掘地道至城墙下并埋上地雷，3月19日晨，城墙被炸塌数丈，太平军攻入了杭州城，浙江巡撫羅遵殿自盡。
江南大营粮饷多來自浙江，浙江也是朝廷财赋重地，杭州危急，清军极其惊慌。清廷闻迅后，急令和春分兵增援杭州。和春迫于咸丰帝严旨屡催，不得不从江南大营分兵1.3万增援杭州，总兵刘季三、游击梁成桂各带两千人驻扎高淳、东坝，副将向奎率兵二千援湖州，总兵张玉良统兵二千由苏州、常州援浙。张玉良部星夜兼程，3月23日，全军赶到杭州。

## 擊破江南大營
4月4日，李秀成见调离江南大营的清军目的达成，遂在城上多树旗帜，虚设疑兵，便悄悄撤出杭州率部挥师北上。4月18日在安徽建平（今郎溪）聚齐各路将领，兵分两路回救天京：一路由辅王杨辅清率领，攻取高淳、东坝、溧水，直扺天京南郊的秣陵关；另一路由李世贤率领，攻占溧阳、句容后南攻占天京东南的淳化镇。4月27日英王陈玉成奉天王洪秀全天京令，则率部由江北来援，太平军号称10万，形成了对江南大营的反包围之势；4月29日夜英王見對岸砲響紅光，10万雄師自浦口渡江返回援天京。
5月2日，太平军兵分五路，發動总攻，李世贤部自北门洪山、燕子矶，李秀成部自尧化门，刘官芳、陈坤书部自高桥门，杨辅清部自雨花台，陈玉成部自善桥方向。五路太平军连日冒雨出击，与清军大战。5月15日，陈玉成部首先突破大营，清军苦心经营多年的江南大营再次被摧毁，和春負傷，江南提督張國樑潰走丹陽，廣西提督張玉良也敗退，署湖南提督周天受敗往寧國。天京之围基本解除，並且攻陷丹阳、常州、无锡、苏州、江阴、宜兴、长兴、吴江、平望、嘉兴、昆山、太仓、嘉定、青浦、松江等城。

## 結果
江南大营雖号称五六万众，但虚伍缺额，阎敬铭曾批评说：“吾闻江南大营未败时，诸将锦衣玉食，倡优歌舞，其厮养皆吸洋烟，莫不有桑中之喜，志溺气惰，贼氛一动，如以菌受斧。”江南大营的再溃，使清廷对于其以往所依恃的绿营军，完全失去了信赖。曾國藩、左宗棠與湘軍的崛起開啟同治中興的序曲。
1860年2月，湘、楚军攻克太湖、潜山等地，太平军陈玉成及捻军张洛行等部战败，“军兴数年以来，仅见之大战”，安庆险象渐现。但天京统帅部下令陈玉成主力前往解天京之圍，陈玉成只好率主力吴如孝、刘昌林部东下。曾国藩遂趁机调湘军曾国荃部圍困安庆，1861年安庆淪陷，1864年天京相繼淪陷。

## 参看
- 太平军一破江南大营
- 太平天国